# Требио (Прато)
Требио је насеље у Италији у округу Прато, региону Тоскана.
Према процени из 2011. у насељу је живело 19 становника. Насеље се налази на надморској висини од 520 м.